# Kostival lékařský
Kostival lékařský (Symphytum officinale) je léčivá rostlina z čeledi brutnákovitých. Lidově se této rostlině říká také medunice, černý kořen, volský jazyk, lupen sladký nebo kobylí mléko.

## Popis
Kostival lékařský je 60-100 cm vysoká vytrvalá bylina. Lodyha je přímá, ve vrchních partiích je větvená. Listy jsou umístěny střídavě, mají vejčitě kopinatý až kopinatý tvar, jsou chlupaté. Z rubové strany listů je velmi výrazná žilnatina. Květy jsou v dvojvijanech, mají pětičetnou souměrnost. Korunní lístky mají barvu v odstínech načervenalé, fialové, modrofialové a červenofialové (vzácně i růžové a bílé). Kvete od května do července. Plodem kostivalu lékařského jsou lesklé tvrdky. Jedna rostlina obsahuje až 800 semen.

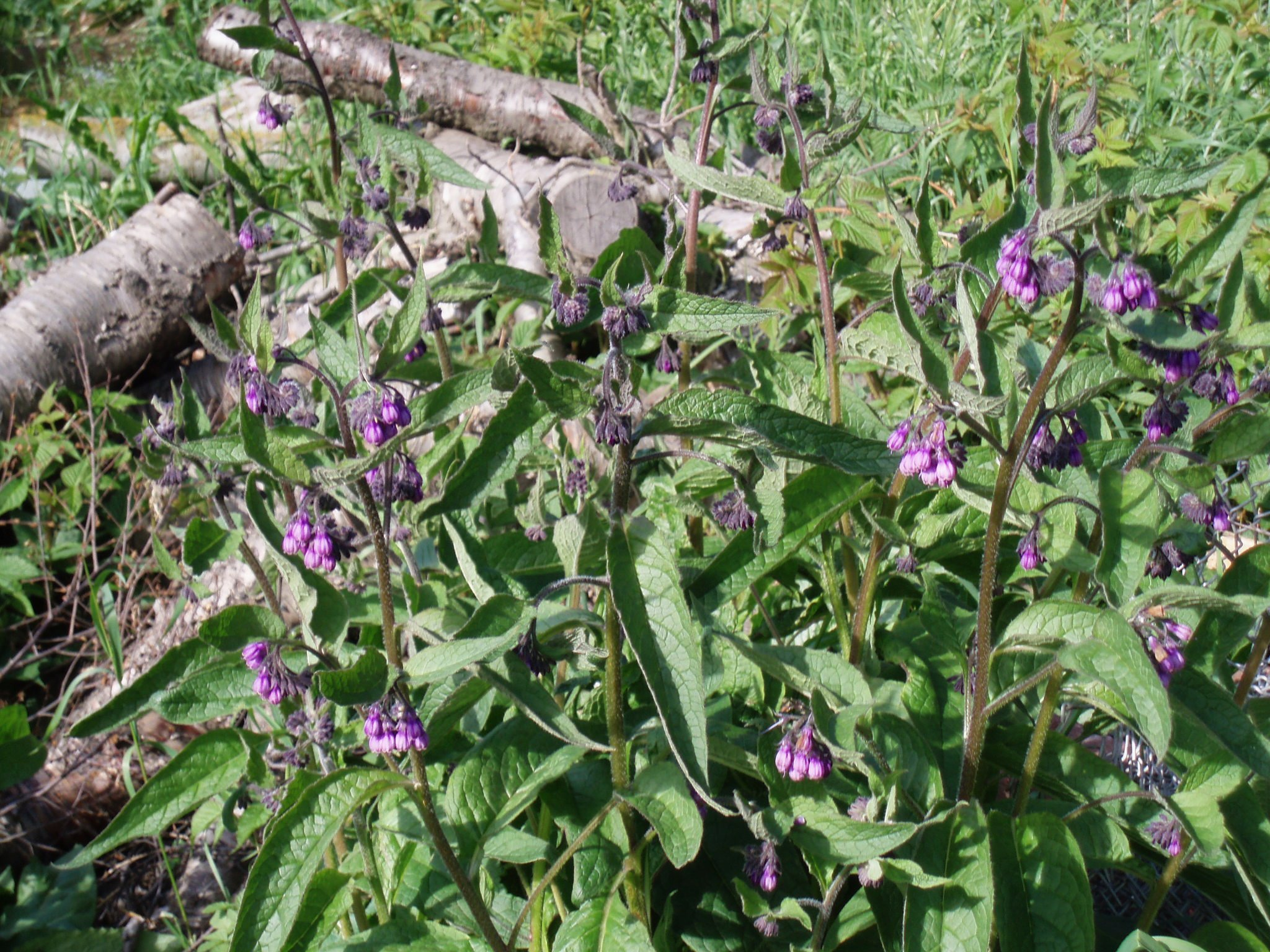
Habitus
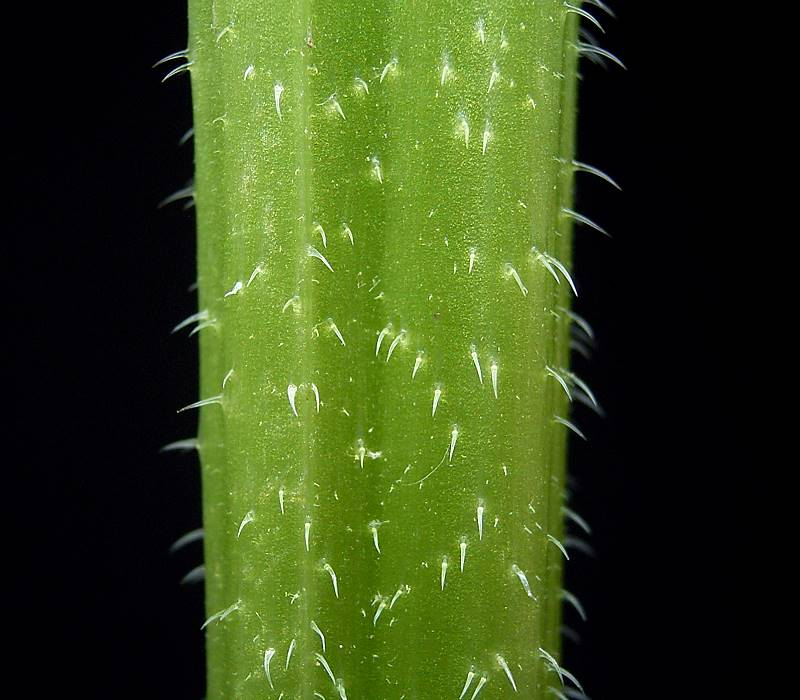
Detail stonku
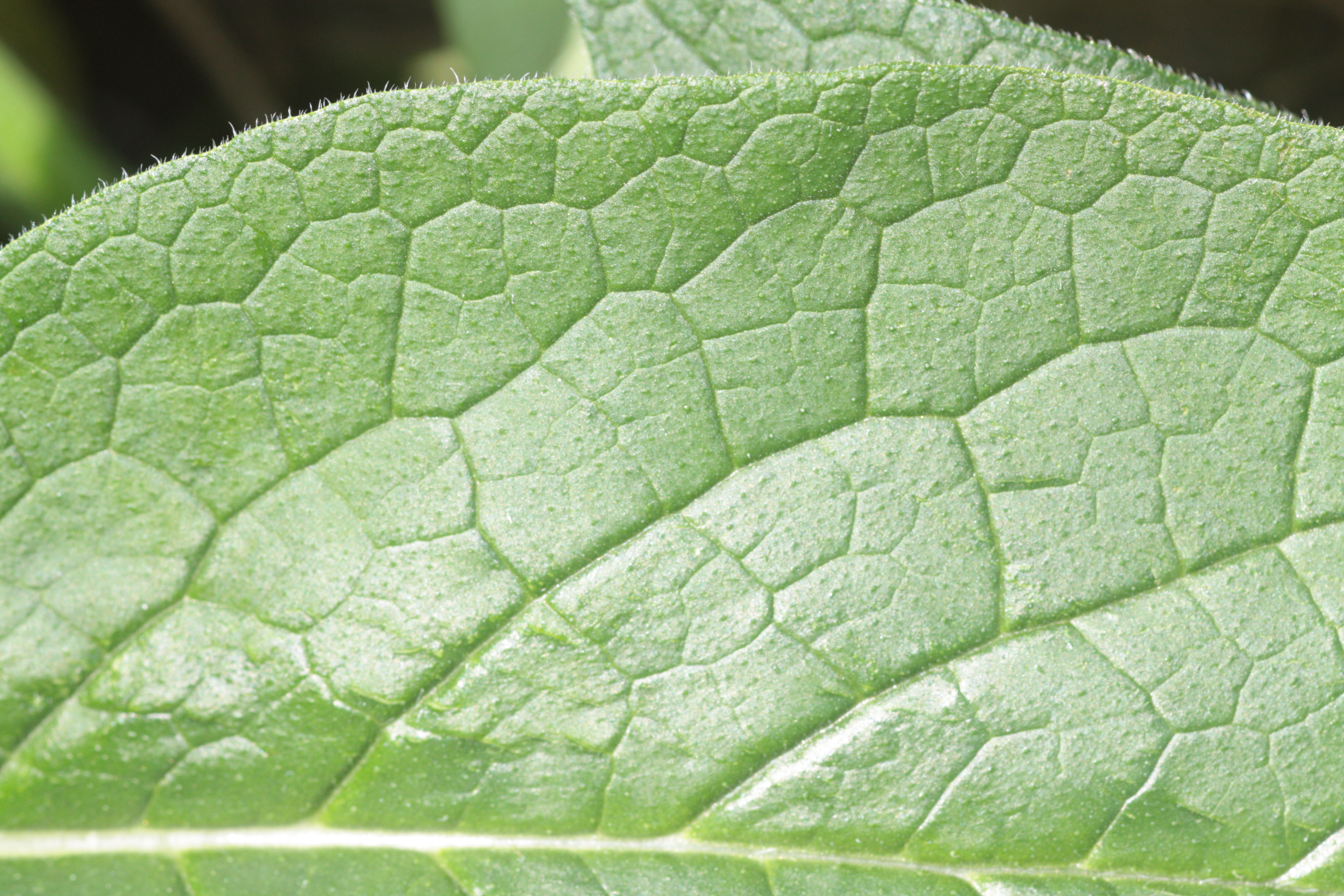
Detail listu
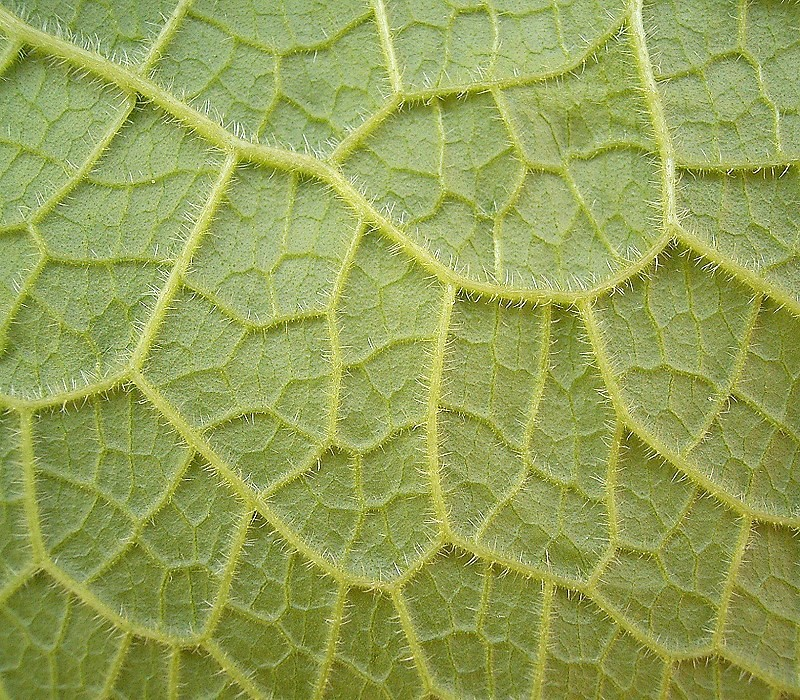
Detail rubu listu
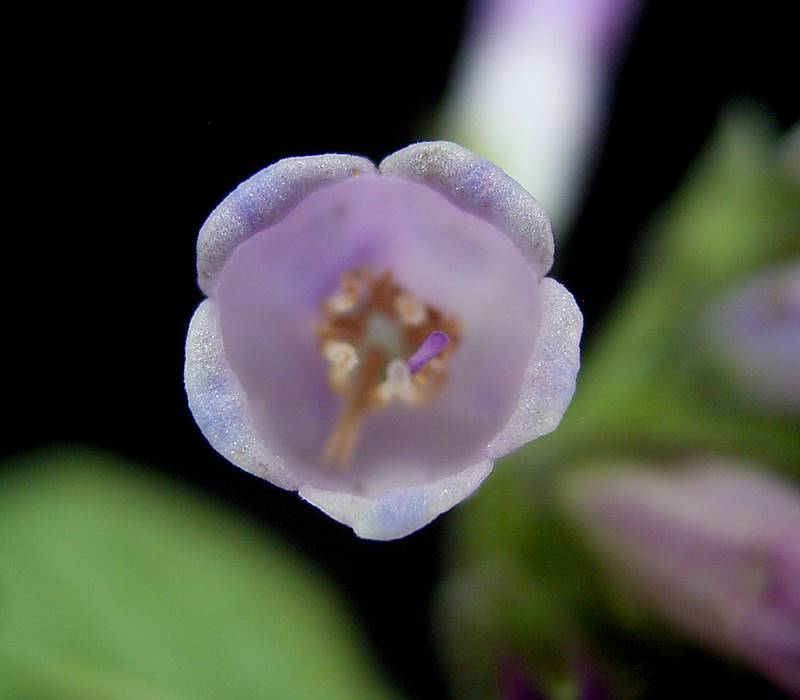
Detail květu
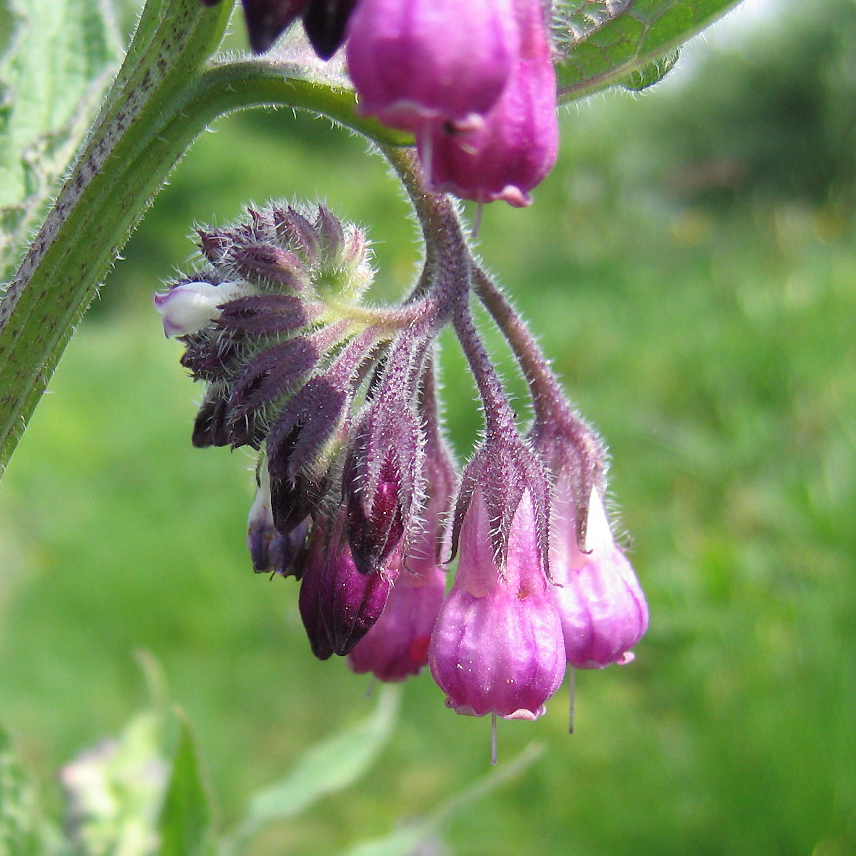
Detail květenství
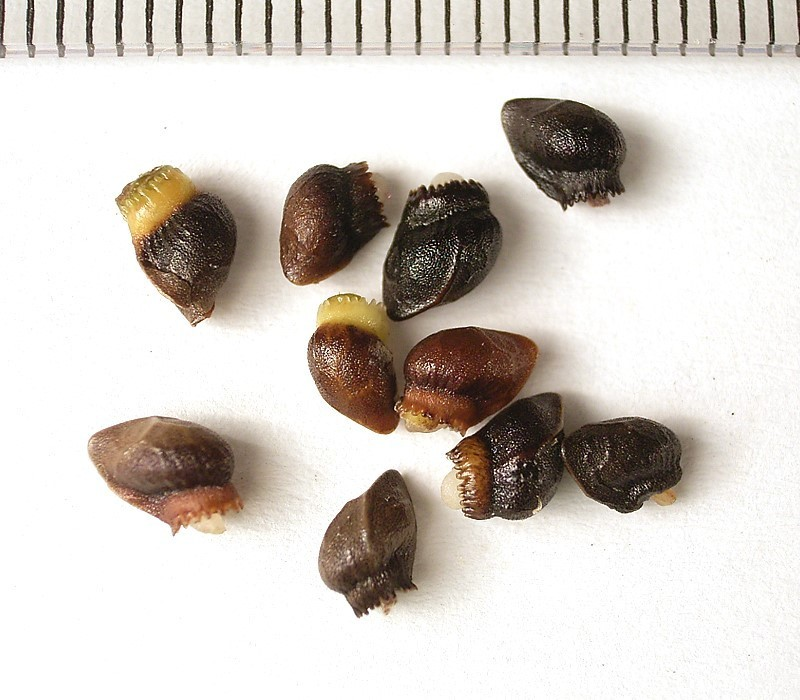
Semena
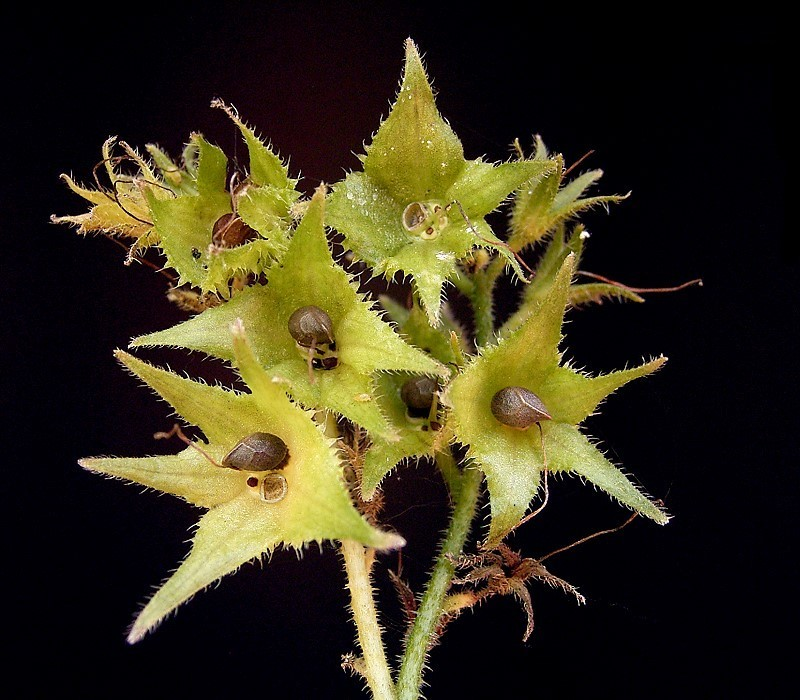
Plodenství

## Stanoviště a rozšíření
Kostival lékařský je vázán na vlhčí stanoviště, jako jsou břehy řek a potoků, vlhké louky, vlhká pole nebo lužní lesy. Roste především na hlinitých až jílovitých půdách bohatých na živiny, slabě zásaditých až slabě kyselých.
V Česku roste od nížin až do vyšších horských poloh. Kostival lékařský roste především v Evropě (kromě severní a jižní části), východní hranice výskytu je v oblasti Střední Asie. Druhotně byl zavlečen do Severní Ameriky.

## Lékařství
Kostival lékařský je zmiňován již od 12. století jako léčivá rostlina. Obsahuje hlavně třísloviny, slizové látky, silice či alkaloidy. Sbírá se především kořen, někdy i list a měl by se užívat zevně, protože obsahuje alkaloidy, které mohou být karcinogenní a při delším vnitřním užívání mohou poškozovat organismus. Používá se především jako mast nebo na obklady – na zlomeniny, při zánětu žil, při pohmožděninách.